# Nadine Joachim
Pour les articles homonymes, voir Joachim.
Nadine Joachim née Ziemer est une karatéka allemande née le 18 septembre 1975 à Mindelheim . Elle est surtout connue pour avoir remporté la médaille d'or en kumite individuel féminin open aux championnats d'Europe de karaté 1999 et 2001 ainsi qu'en  kumite individuel féminin plus de 60 kilos aux Jeux mondiaux 2005.

## Résultats
| Résultat           | Date          | Épreuve                   | Catégorie | Compétition                | Ville hôte                         |
| ------------------ | ------------- | ------------------------- | --------- | -------------------------- | ---------------------------------- |
| Médaille de bronze | Mai 1997      | Kumite individuel open    | Seniors   | Championnats d'Europe 1997 | Santa Cruz de Tenerife, en Espagne |
| Médaille d'or      | Mai 1999      | Kumite individuel open    | Seniors   | Championnats d'Europe 1999 | Chalcis, en Grèce                  |
| Médaille d'or      | Mai 2001      | Kumite individuel open    | Seniors   | Championnats d'Europe 2001 | Sofia, en Bulgarie                 |
| Médaille d'argent  | Mai 2003      | Kumite individuel open    | Seniors   | Championnats d'Europe 2003 | Brême, en Allemagne                |
| Médaille de bronze | Mai 2004      | Kumite individuel open    | Seniors   | Championnats d'Europe 2004 | Moscou, en Russie                  |
| Médaille d'argent  | Novembre 2004 | Kumite individuel open    | Seniors   | Championnats du monde 2004 | Monterrey, au Mexique              |
| Médaille d'or      | Juillet 2005  | Kumite individuel + 60 kg | Seniors   | Jeux mondiaux 2005         | Duisbourg, en Allemagne            |
| Médaille de bronze | Juillet 2005  | Kumite individuel open    | Seniors   | Jeux mondiaux 2005         | Duisbourg, en Allemagne            |
| Médaille de bronze | Mai 2006      | Kumite individuel open    | Seniors   | Championnats d'Europe 2006 | Stavanger, en Norvège              |

## Annexe